# R-10 (Montenegro)
De R-10 of Regionalni Put 10 is een regionale weg in Montenegro. De weg loopt van Slijepač Most via Kovren naar Trilica en is 66 kilometer lang. 